# Smile (film, 2022)
Pour les articles homonymes, voir Smile.
Série
Smile 2
(2024)
Pour plus de détails, voir Fiche technique et Distribution.
Smile ou Sourire au Québec est un film d'horreur américain réalisé par Parker Finn (en), sorti en 2022.
Il s'agit de l'adaptation du court métrage Laura Hasn't Slept (2020) du même réalisateur.
Il est présenté au festival du Fantastic Fest 2022.

## Synopsis
Dans le service psychiatrique de l'hôpital, le Dr Rose Cotter rencontre Laura Weaver, une étudiante qui a été témoin du suicide de son professeur quelques jours plus tôt. Elle prétend depuis être hantée par une entité qui prend  l'apparence de personnes souriantes et qui lui ont dit qu'elle n'a plus que 7 jours avant de mourir. Laura se met soudain à crier et à paniquer et Rose appelle à l'aide. Elle observe après une Laura calme, debout et souriante, qui se suicide en se tranchant la gorge avec un morceau de pot de fleurs cassé, terrifiant Rose.
Le lendemain, un autre patient, Carl, sourit et crie à Rose « Tu vas mourir ! » Rose appelle les infirmières à retenir Carl, mais se rend compte que Carl a dormi tout ce temps et que tout ceci n'était qu'une hallucination. Soucieux du bien-être mental de Rose, son superviseur, le Dr Morgan Desai, ordonne à Rose de prendre une semaine de congé. Les hallucinations de Rose continuent dans les jours qui suivent, entraînant une dégradation de ses relations avec son fiancé Trevor et sa sœur Holly, laissant croire qu'elle pourrait constituer un danger pour elle-même. Rose rend visite à son ancienne thérapeute, le Dr Madeline Northcott, qui suggère que les problèmes de Rose proviennent de son enfance, au cours de laquelle elle a été témoin de la mort par surdose de sa mère violente et mentalement instable.
Plus tard, Rose assiste à une fête d'anniversaire pour son neveu, le fils de sa sœur aînée, Holly. Lorsqu'il déballe son cadeau, au lieu de trouver un train dans le paquet cadeau, il trouve le chat mort de Rose disparu la veille, qui a en quelque sorte remplacé le présent, horrifiant tout le monde. Rose tente en vain de convaincre qu'elle n'a pas tué son chat et voit une invitée lui sourire de manière lugubre, la faisant tomber sur une table basse en verre la blessant. Rose est convaincue qu'elle est victime de la malédiction dont Laura a été aussi victime, même si son fiancé Trevor pense qu'elle est devenue folle.
En apprenant que le professeur de Laura lui souriait avant sa mort, Rose rend visite à la veuve du professeur, Victoria, et apprend qu'il avait également été témoin d'un suicide peu de temps avant le sien et qu'il voyait également des formes prenant l'apparence de personnes qui lui souriaient. Elle finit par jeter Rose dehors, la prenant pour une folle, après quoi, Rose avoue avoir vu également la même chose. Puis Rose part trouver de l'aide chez son ex-petit ami Joel, un inspecteur de police, en vue de consulter d'anciens casiers judiciaires. Ils découvrent plusieurs cas de personnes récemment témoins d'un suicide qui se sont suicidées devant une autre personne et que ces personnes affichaient un sourire macabre avant de se donner la mort, transmettant à chaque fois la malédiction à l'autre personne.
Rose essaie d'arranger les choses avec Trevor, mais elle devient furieuse après avoir réalisé qu'il a appelé Madeline pour fournir une intervention psychologique sans demander à Rose au préalable. Bouleversée, elle part parler avec Holly, qui rejette également la croyance de Rose en une malédiction. Holly compare le comportement de Rose à celui de leur défunte mère et Rose accuse Holly de l'avoir abandonnée avant la mort de leur mère. Plus tard, l'entité prend l'apparence d'Holly et affiche à Rose un sourire lugubre tout lui donnant l'illusion qu'Holly se suicide devant Rose, horrifiée, en souriant.
Rose et Joel découvrent la seule exception dans la chaîne des suicides : le meurtrier (meurtrier malgré lui car il est le seul survivant de la malédiction et a dû tuer quelqu'un contre son gré pour réussir à échapper à la malédiction), reconnu coupable Robert Talley. Rose et Joel lui rendent visite en prison, où il affirme que l'entité se nourrit de traumatismes et que le seul moyen d'y échapper est de tuer brutalement quelqu'un d'autre devant un témoin pour le traumatiser. Rose rejette avec colère cette idée. Plus tard l'entité réapparaît chez elle sous la forme de Madeline et l’avertit que le moment fatidique approche et en la narguant de manière sadique. Rose se rend à son hôpital avec un couteau et assassine Carl, mais cela se révèle être une hallucination. Rose se réveille dans sa voiture et trouve Morgan debout dehors. Il remarque le couteau, mais elle s'enfuit à toute vitesse, ce qui incite Morgan à alerter la police.
Rose se rend en voiture jusqu'à la maison familiale abandonnée, réalisant qu'elle ne peut pas transmettre la malédiction de l'entité si elle meurt seule. L'entité apparaît comme la mère de Rose (d'après plusieurs flashbacks affichés au cours du film). Il est révélé que Rose a choisi de ne pas appeler à l'aide pour sa mère en raison du comportement abusif de cette dernière qui l'a traumatisée enfant. Le démon s'en prend à Rose et un incendie se déclare dans la lutte, tuant apparemment le démon. Rose s'enfuit de la maison et retourne à l'appartement de Joel. Joel sourit à Rose, qui se rend compte qu'il s'agit d'une autre hallucination et qu'elle est toujours dans l'ancienne maison et que le démon lui a transmis un faux espoir d'avoir rompu la malédiction pour mieux briser son esprit et ses espoirs.
En réalité, Joel a suivi le téléphone de Rose jusqu'à son ancienne maison et la retrouve dehors. Rose panique et retourne à l'intérieur, où le démon révèle sa vraie forme : une monstruosité semi-humanoïde sans peau avec de multiples séries de mâchoires mal formées nichées dans une énorme bouche souriante. La vue du visage du démon fait tomber Rose en transe, et le démon la possède en se faufilant dans sa bouche. Joel enfonce la porte d'entrée et voit, impuissant, une Rose souriante s'immoler par le feu sous ses yeux. Joël devient la nouvelle victime de la malédiction.

## Fiche technique
Sauf indication contraire, les informations mentionnées dans cette section peuvent être confirmées par la base de données cinématographiques IMDb,  présente dans la section « Liens externes ».
- Titre original et français : Smile
- Titre québécois : Sourire[4]
- Titre de travail : Something's Wrong with Rose[5]
- Scénario et réalisation : Parker Finn (en)
- Musique : Cristobal Tapia de Veer
- Direction artistique : Larry W. Brown
- Décors : Lester Cohen
- Costumes : Alexis Forte
- Photographie : Charlie Sarroff
- Montage : Elliot Greenberg
- Production : Marty Bowen, Wyck Godfrey et Isaac Klausner
- Sociétés de production : Paramount Players et Temple Hill Entertainment
- Société de distribution : Paramount Pictures
- Pays de production :  États-Unis
- Langue originale : anglais
- Genres : drame, horreur thriller
- Durée : 116 minutes
- Dates de sortie :
  - États-Unis : 22 septembre 2022 (Austin Fantastic Fest) ; 30 septembre 2022 (sortie nationale)
  - France : 28 septembre 2022
  - Québec : 30 septembre 2022[4]
- Classification : 
  - États-Unis : R-Restricted (interdit aux moins de 17 ans non accompagnés)
  - France : Interdit aux moins de 12 ans avec avertissement lors de sa sortie en salles, déconseillé aux moins de 16 ans à la télévision

## Distribution
Sauf indication contraire, les informations mentionnées dans cette section peuvent être confirmées par la base de données cinématographiques IMDb,  présente dans la section « Liens externes ».
- Sosie Bacon (VF : Victoire Charval ; VQ : Kim Jalabert) : Dr Rose Cotter
- Kyle Gallner (VF : Jim Redler ; VQ : Frédéric Millaire-Zouvi) : Joel
- Caitlin Stasey (VF : Lou Viguier ; VQ : Marilou Martineau) : Laura Weaver
- Jessie T. Usher (VF : Baptiste Marc ; VQ : Patrick Émmanuel Abellard) : Trevor
- Rob Morgan (VF : Rody Benghezala) : Robert Talley
- Kal Penn (VF : Thierry Kazazian ; VQ : Rodley Pitt) : Dr Morgan Desai
- Robin Weigert (VF : Annie Le Youdec ; VQ : Hélène Mondoux) : Dr Madeline Northcott
- Judy Reyes (VF : Marie Bouvier ; VQ : Julie Burroughs) : Victoria Munoz
- Gillian Zinser (VF : Nadine Girard ; VQ : Véronique Marchand) : Holly Cotter
- Nick Arapoglou (VF : Françoua Garrigues) : Greg
- Dora Kiss (VF : Emmanuelle Bodin): la mère
- Sara Kapner : Stephanie
- Jack Sochet (VQ : Jean-François Beaupré) : Carl Renken

 Source et légende : version française (VF) sur RS Doublage ; version québécoise (VQ) sur Doublage Québec.

## Production

### Genèse, développement et distribution des rôles
En mars 2020, au festival South by Southwest, Parker Finn obtient le prix honorifique spécial du jury pour son court métrage intitulé Laura Hasn't Slept et, en juin, il est intercepté par Paramount Pictures pour l'adapter en version long métrage en tant que scénariste et réalisateur.
En septembre 2021, on révèle le film sous le titre Something's Wrong with Rose avec Sosie Bacon dans le rôle principal. Paramount Players et Temple Hill Entertainment sont coproducteurs du film. En octobre de la même année, Jessie T. Usher, Kyle Gallner, Rob Morgan, Kal Penn, Judy Reyes, Gillian Zinser et Caitlin Stasey font partie de la distribution du film.

### Tournage
Le tournage commence le 11 octobre 2021, à Hoboken, en New Jersey. Il s'achève le 24 novembre de la même année. En septembre 2021, Sosie Bacon rejoint le projet ; à cette époque, le film est annoncé sous le titre « Something's Wrong with Rose ». Le mois suivant, Jessie T. Usher, Kyle Gallner, Rob Morgan , Kal Penn et Caitlin Stacy rejoignent le casting .
Certaines scènes ont été tournées à l'usine Murphy Varnish, à la New Jersey Medical School à Newark et au Lewis Morris Park à Morristown. Le processus de tournage s'est achevé le 24 novembre 2021.
Le montage et la post-production du film ont débuté le 3 décembre 2021 et se poursuivront jusqu'à fin mai 2022. Dans le même temps, le film reçoit son nom actuel « Smile ». Les effets visuels ont été gérés par the-Artery sous la direction de Yuval Levi et Vico Sharabani. Finn a embauché les artisans Alec Gillis et Tom Woodruff Jr. d' Amalgamated Dynamics pour travailler sur les effets pratiques . Selon Finn, il a invité le duo au projet, inspiré par leur travail sur la Reine Reine dans le film Aliens.

### Musique
En fin mai 2022, on apprend que Cristobal Tapia de Veer est le compositeur du film.

### Post-production
Au moment du montage et de la post-production, on change le titre du film en Smile.

## Accueil

### Festivals et sorties
Le film est présenté en avant-première au festival Fantastic Fest, le 22 septembre 2022, ainsi qu'au Beyond Fest, le 27 septembre. Il sort dans les salles américaines, le 30 septembre 2022.
Le président de Paramount Pictures, Brian Robbins, explique qu'à l'origine, il était prévu de diffuser Smile sur Paramount+, mais le studio a changé d'avis en le faisant sortir dans les salles cinématographiques en raison des bons résultats des représentations d'essai.

### Critiques
Dans les pays anglo-saxons, le site Rotten Tomatoes donne la moyenne de 79 % pour 188 critiques. Le site Metacritic donne lui la note de 68⁄100 pour 31 critiques. En France, le site Allociné donne une moyenne de 3.1⁄5, après avoir recensé 8 critiques de presse.
Les critiques sont globalement positives : « diaboliquement efficace » pour 20 Minutes, Le Journal du dimanche estime de son côté que « fort d’une tension parfois irrespirable et d’un malaise tenace, le film fabrique des visions de cauchemar terrifiantes, qui brouillent les repères et bousculent la perception. »,.
Une partie de la critique met en avant une certaine retenue dans la mise en scène. Ainsi, Libération parle d'une « salutaire sobriété (on ne succombe quasiment jamais aux facilités du jump scare et quand ça arrive, c’est parfaitement maîtrisé) et une exécution franche, en ligne pure, totalement premier degré, sans la moindre trace d’humour et encore moins d’ironie ». Le Monde, lui, salue un « minimalisme narratif et formel ».
Le Figaro trouve le film « pas bien méchant ». Quant aux Inrockuptibles, on peut résumer leur critique ainsi : « Malgré tout, Smile cale dans la manière qu’il a d’exprimer son effroi, rédigeant son petit manuel des outils horrifiques : les jump scare vides de sens, la caution animal domestique sacrifié, les séquences à tiroirs de réalité… ».

### Box-office
| Pays ou région        | Box-office        | Date d'arrêt du box-office | Nombre de semaines |
| --------------------- | ----------------- | -------------------------- | ------------------ |
| France                | 1 222 048 entrées | 4 janvier 2023             | 12                 |
| États-Unis Canada     | 105 935 048 $     | 15 décembre 2022           | 11                 |
| Total hors États-Unis | +111 473 465, USD | -                          | -                  |
| Total mondial         | +217 408 513, USD | -                          | -                  |

#### France
Pour son premier jour d'exploitation, Smile réalise 32 859 entrées, dont 10 683 en avant-première, pour 303 copies. Ces chiffres permettent au film de figurer troisième au box-office des nouveautés, derrière la palme d'or Sans filtre (36 565) et devant la comédie romantique Maria rêve (12 745). Au bout d'une première semaine d'exploitation, le film réalise 226 686 entrées cumulées, derrière Avatar (229 620) et devant la nouveauté française Jumeaux mais pas trop (186 185), ce qui lui permet de se glisser à la seconde place du box-office.
En semaine 2, le long-métrage conserve sa seconde place avec 243 762 entrées supplémentaire, derrière Novembre (592 681) et devant Dragon Ball Super: Super Hero (218 070). En semaine 3, Smile chute à la sixième place en ne réalisant que 186 070 entrées supplémentaires, derrière Halloween Ends (187 689) et devant la nouveauté Samouraï Academy (151 216). En semaine 4, Smile se maintient aussi bien en termes de places vendues qu'au niveau de son classement dans le box-office, en réalisant 175 876 entrées supplémentaires. En semaine 5, Smile réalise 217 115 entrées supplémentaires pour un classement en septième position derrière Le Nouveau Jouet (263 862) et devant La Proie du diable (209 337).

#### Amérique du Nord
Pour son premier week-end d'exploitation, Smile commence directement à la première place du box-office avec un minimum de 22 000 000 $, devant Don't Worry Darling (7 300 357 $) et The Woman King (6 999 844 $). La semaine suivante, le film continue d'être en tête du classement avec 17 600 000 $ de recette supplémentaire, devant Enzo le croco (11 500 000 $).

## Distinction

### Sélection
- Fantastic Fest 2022[3]